# Nocarodes ebneri
Nocarodes ebneri är en insektsart som beskrevs av Willy Adolf Theodor Ramme 1951. Nocarodes ebneri ingår i släktet Nocarodes och familjen Pamphagidae. Inga underarter finns listade i Catalogue of Life.